# CAPTCHA

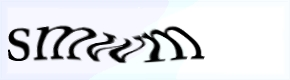
Các CAPTCHA thuở đầu tiên như thế này, được chương trình EZ-Gimpy tạo ra, đã được Yahoo sử dụng. Tuy nhiên, đã có công nghệ đọc được loại CAPTCHA này.

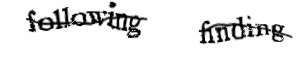
Một CAPTCHA hiện đại. Ngoài việc cố gắng tạo ra phông nền méo mó và làm cong chữ, CAPTCHA này còn tập trung vào việc làm cho từng đoạn khó nhận ra hơn bằng cách thêm vào đường gạch ngang.

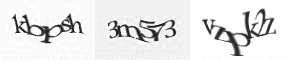
Một cách khác để khiến khó phân tách hơn. Con người có thể đọc dễ dàng các chữ chồng lên nhau, còn máy thì rất khó tách chữ

Một CAPTCHA (ˈkæptʃə, đọc giống như "capture") là một loại kiểm thử
dạng hỏi đáp được dùng trong máy tính để xác định xem người dùng có phải là con người hay không. "CAPTCHA" là chữ viết tắt của "Completely Automated Public Turing test to tell Computers and Humans Apart" (Phép thử Turing công cộng hoàn toàn tự động để phân biệt máy tính với người), được trường Đại học Carnegie Mellon cố gắng đăng ký thương hiệu nhưng đã bị bác bỏ. Đây là một quá trình một máy tính (máy chủ) yêu cầu một người dùng hoàn tất một kiểm tra đơn giản mà máy tính có thể dễ dàng tạo ra và đánh giá, nhưng không thể tự giải nó được. Vì máy tính không thể giải quyết CAPTCHA, bất kỳ người dùng nào nhập vào lời giải đúng sẽ được xem là con người.
Thuật ngữ CAPTCHA được Luis von Ahn, Manuel Blum, Nicholas J. Hopper (tất cả đều thuộc Đại học Carnegie Mellon), và John Langford (khi đó thuộc IBM) đặt ra vào năm 2000. Một loại CAPTCHA phổ biến yêu cầu người dùng phải nhập các chữ cái trong một tấm hình méo mó, đôi khi cùng với một dãy số hoặc chữ lờ mờ xuất hiện trên màn hình.
Một CAPTCHA đôi khi được mô tả như một phép thử Turing ngược, vì nó được một máy tạo ra và nhắm vào con người, ngược lại với phép thử Turing chuẩn do con người tạo ra và nhắm vào máy.
Hiện nay, reCAPTCHA được những người đã chế tạo ra CAPTCHA ban đầu khuyên dùng như cách hiện thực CAPTCHA chính thức.

## Đặc điểm
Một hệ thống CAPTCHA là một dạng thử thách mới được tạo ra tự động trong đó:
- Các máy tính hiện nay không thể giải được một cách chính xác.
- Đa số con người có thể giải được[3].
- Không phụ thuộc vào loại CAPTCHA đó có mới lạ đối với kẻ tấn công hay không. Mặc dù một hộp kiểm "nhấn vào đây nếu bạn không phải là máy" có thể được dùng để phân biệt giữa người với máy tính, nhưng nó không phải CAPTCHA vì nó phụ thuộc vào sự thật là kẻ tấn công không phải mất quá nhiều công sức để phá biểu mẫu kiểu đó.